# Roya Moore
Roya Moore (født 27. juli 1972 i Iran) er en dansk politiker og kriminolog med iransk baggrund. Hun er medlem af Odense byråd og regionsrådet i Region Syddanmark samt folketingskandidat for Det Konservative Folkeparti.

## Opvækst og flugt til Danmark
Roya Moore er født i Iran hvor hun voksede op i oliebyen Abadan. Moores mor var lærer og hendes far var revisor. Faren var politisk aktiv og kæmpede for at kvinder og mænd skulle have samme ret uddannelse. Det gav problemer med de iranske myndigheder, og familien endte med at flygte fra Iran. Roya Moore kom til Danmark som flygtning i 1989. Hun var på det tidspunkt 16 år gammel. Hun var blevet gift i Iran i 1989 og hendes mand kom også med til Danmark. Roya Moore blev dansk statsborger i 1992.

## Uddannelse og erhverv
Roya Moore er uddannet sygeplejerske. Hun har en master i Globalisering og Integration fra Syddansk Universitet, en bachelorgrad i Mellemøststudier fra Aarhus Universitet og en kandidatgrad i kriminologi også fra Aarhus Universitet.
Hun arbejder som kriminolog i bandekriminalitetsenheden i Odense Kommune

## Politik
Roya Moore blev valgt til regionsrådet i Region Syddanmark ved regionsrådsvalget 2021 med 1.938 personlige stemmer og til kommunalbestyrelsen i Odense Kommune ved kommunalvalget 2021 med 1.244 personlige stemmer. Hun har også tidligere været medlem af byrådet.
Hun var været opstillet til Folketinget i Fyns Storkreds siden folketingsvalget 2019.
Roya Moore er medlem af Det Nationale Integrationsråd efter indstilling af Odense kommune og medlem af Kommissionen for den glemte kvindekamp som blev nedsat af regeringen i januar 2022.

## Privatliv
Hun blev gift i Iran i 1985 og har to sønner. I 2012 blev ægteparret separeret. Fordi ægteskabet blev indgået i Iran gjaldt de iranske regler for bodeling ved skilsmisse som favoriserede manden. Som flygtning kom Moore i første omgang til Fjerritslev, men har siden da boet på Fyn.